# 준설차
준설차(영어: dredging car)란 하수도의 관리와 오수를 처리하는 데에 있어 필요한 장비를 갖춘 특장차를 의미한다. 하수구의 깨끗한 위생 관리에 있어 필요한 차종이다.

## 특징
하수도의 깨끗한 위생 관리와 청결을 위해 필요한 차종인만큼 주로 하수구가 배치된 곳들에서 많이 보이며 하수구의 오수와 관리에 필요한 장비를 갖추고 있다. 하수구의 안쪽으로 들여보낼 수가 있는 여과 펌프가 장착이 되어있고 이를 통해 하수구의 오염된 공기를 빼내거나 오수를 빼내기도 한다. 깨끗한 하수도의 위생 관리를 위해 반드시 필요한 차종이며 주로 8톤 이상의 대형 화물차를 특장하나 5톤 중형 화물차를 특장하기도 한다.

## 같이 보기
- 특장차
- 하수도